# Pseudacontia tricircula
Pseudacontia tricircula är en fjärilsart som beskrevs av Dyar 1927. Pseudacontia tricircula ingår i släktet Pseudacontia och familjen nattflyn. Inga underarter finns listade i Catalogue of Life.